# Georges Navel
Georges Navel, de son vrai nom Charles François Victor Navel (Pont-à-Mousson, 30 octobre 1904 – Laval-d’Aix,, 1er novembre 1993), est un écrivain prolétarien libertaire français, manœuvre, ajusteur, terrassier, ouvrier agricole, apiculteur, correcteur d’imprimerie à Paris (1954-1970).

## Biographie
D'origine paysanne, son père est manœuvre dans les hauts-fourneaux et sa mère travaille aux champs et aux bois tout en élevant ses enfants, dont Georges est le treizième.
Pendant la Première Guerre mondiale, Georges Navel est envoyé quelques mois en Algérie, dans ce qui était alors le département du Constantinois, par la Croix-Rouge, qui prend en charge les enfants des villages exposés aux bombardements. Il rejoint ensuite sa famille à Lyon.
En 1918, en compagnie de ses frères, il assiste à des meetings et à des réunions organisées par des groupes d'avant-garde et rêve d'une société communiste libertaire.
À partir de 1920, il suit les cours du soir de l'Université syndicale où il fait la connaissance du docteur Émile Malespine qui publie la revue Manomètre à laquelle participent Hans Arp, Tristan Tzara, Jules Supervielle...
De 1927 à 1933, il est insoumis au service militaire, vivant avec de faux papiers.
Le 29 juillet 1936, il part à Barcelone soutenir la révolution sociale espagnole et combat dans les rangs de la colonne Francisco Ascaso. Il rentre en France un mois et demi plus tard, victime d’une insolation doublée d’une gastrite. Il raconte cette brève expérience dans La Révolution prolétarienne, Août 1936 en Espagne (no 583, juin 1972).
Tout en gagnant sa vie comme manœuvre itinérant puis comme correcteur d'imprimerie de 1954 à 1970, il écrit pour L'Humanité et Commune, publie des romans autobiographiques, correspond avec Bernard Groethuysen. Jean Giono signe la préface de son ouvrage Chacun son royaume, paru en 1960.
Le plus connu de ces ouvrages, Travaux, qui relate notamment son expérience d'ouvrier, se termine par ces mots : « Il y a une tristesse ouvrière dont on ne guérit que par la participation politique. Moralement, j'étais d'accord avec ma classe. »
Il est signataire du Manifeste des 121 sous-titré « Déclaration sur le droit à l’insoumission dans la guerre d’Algérie », paru en septembre 1960.

## Œuvres
- Travaux, préface de Paul Géraldy, Stock, 1945 ; Gallimard, coll. « Folio » no 1156, 1979 — Prix Sainte-Beuve en 1946
- Parcours, Gallimard, 1950 ; Gallimard, 2025, « présentation éditeur »
- Sable et Limon, Gallimard, 1952
- Chacun son royaume, préface de Jean Giono, Gallimard, 1960
- « Autour de César », La Nouvelle Revue française no 86, 1er février 1960
- Passages, Le Sycomore, 1982 ; Gallimard, 1991 ; L'Échappée, 2025, « présentation éditeur »
- Près des abeilles, Gallimard, 2025, « présentation éditeur »
- Contact avec les guerriers, Plein chant, 2025

### Filmographie
- Georges Navel ou la vie éveillée, un film de Jean-Daniel Pillault (Le Ciel productions)

### Radio
- « Georges Navel, les mots à mains nues (1904-1993) », sur France Culture, 24 novembre 2018 (consulté le 11 septembre 2022)